# Shane A. Webb
Shane Anthony Webb (* 1969) ist ein US-amerikanischer Ichthyologe. Sein Forschungsschwerpunkt ist die molekulare Evolution und Systematik von Hochlandkärpflingen (Goodeidae).

## Leben
1991 erlangte Webb den Bachelor of Science in Biologie an der University of California, Riverside und 1993 den Master of Science in Biologie an der University of Michigan in Ann Arbor. 1998 wurde er an derselben Universität mit der Dissertation A phylogenetic analysis of the Goodeidae (Teleostei: Cyprinodontiformes) unter der Leitung von Gerald A. Smith zum Ph.D. promoviert. Von Oktober 1998 bis Juli 2000 absolvierte er seine Postdoc-Phase an der University of St Andrews in Schottland.
Seit 2013 ist Webb Professor an der University of North Georgia in Dahlonega, wo er die Lehrgänge Genetik, Biotechnologie, Bioinformatik und Evolution unterrichtet.
Webb erforscht die phylogenetischen Beziehungen von Süßwasserfischen anhand von DNA-Sequenzen und in geringerem Maße anhand der Morphologie. Zu seinen Forschungsprojekten zählen evolutionären Beziehungen und die Phylogeographie der Hochlandkärpflinge der Mexikanischen Hochebene. Im weiteren Sinne gilt sein Interesse der Biogeografie, den Faktoren, die den Artenreichtum von Gruppen beeinflussen, sowie der Dokumentation und Erhaltung der Fischvielfalt.
1998 veröffentlichte er in Zusammenarbeit mit Robert Rush Miller die Erstbeschreibung zum Tequila-Kärpfling (Zoogoneticus tequila), der auch in Webbs Dissertation thematisch behandelt wurde.
2016 war er an den Beiträgen über den Vielpunkt-Hochlandkärpfling (Skiffia multipunctata), den Lerma-Hochlandkärpfling (Skiffia lermae) und den Zweilinien-Kärpfling (Skiffia bilineata) im Werk Los peces dulceacuicolas de Mexico en Peligro de Extincion von Gerardo Ceballos, Edmundo Díaz Pardo, Lourdes Martínez Estévez und Héctor Espinosa Pérez beteiligt. 2020 schrieb er das Kapitel über die Hochlandkärpflinge im zweiten Band (Characidae to Poeciliidae) der Reihe North American Freshwater Fishes: Natural History, Ecology, and Conservation von Brooks M. Burr und Melvin L. Warren, Jr.
Webb war Vizepräsident und ist seit 2020 Sekretär der Georgia Academy of Science.